# Pristiphora pseudocoactula
Pristiphora pseudocoactula är en stekelart som först beskrevs av Lindqvist 1952.  Pristiphora pseudocoactula ingår i släktet Pristiphora, och familjen bladsteklar. Arten är reproducerande i Sverige.